# 死亡天使玛莉 (韩国电视剧)
《死亡天使玛莉》（韓語：메리 킬즈 피플）是韩国MBC於2025年8月1日起播出的金土连续剧，翻拍自2017年开播的同名加拿大影集，由《模範計程車》《碰撞搜查線》的导演朴俊宇执导、电影《官能的法则》的编剧李秀雅创作剧本，李寶英時隔13年重回MBC，與李民基、姜基榮共同主演。

## 剧情概要
该剧讲述身为医生的主人公非法协助绝症患者实施安乐死，以及追踪这些非法行为的刑警并展开追逐战的故事。

## 演员阵容

### 主要人物
- 李寶英 饰演 禹素贞

资深急救医学科医生，过着拯救患者生命的日常，同时又私下帮助绝症患者实施安乐死的双重生活。她是一位对病人的痛苦无法视而不见、拥有坚定信念、希望减轻他人苦楚的医生，但也因深陷道德与现实的两难而不断挣扎。
- 李民基 饰演 赵贤宇

任何治疗手段都已无效的末期癌症患者，他是一个无家可归、靠骑外卖摩托维生的孤儿，在人生尽头徘徊之际，向协助病人安乐死的急诊科医生禹素贞寻求帮助。
- 姜基榮 饰演 崔大贤

禹素贞大学时期的朋友，也是协助患者走向死亡的合作者，已被吊销执照的整形外科医生。

### 其他人物
- 白鉉真 饰演 具光哲，隐藏着巨大秘密的神秘商人。[10]
- 權海驍 饰演 杨神父，品格非凡的公益医院院长。[10]
- 金太祐 饰演 安兌誠[註 1]，警察厅长。[12][13]
- 吳義植 飾演 金始見，光哲的部下，麻藥王。
- 徐令姬 饰演 柳伊秀，禹素贞的邻居、一名出色的律师。[10]
- 太恆浩 饰演 夫警官，负责追查非法协助安乐死案件的调查组刑警。[14]
- 尹可而 饰演 崔艺娜，禹素贞所在医院的护士。[15]
- 柳承穆 饰演 白议员[10]
- 沈素英 饰演 护士长[10]
- 金尚智 饰演 在妍，禹素贞的侄女。[10]
- 姜娜言 饰演 佑美，高中生、在妍的朋友。[16][10]

### 特别出演
- 李伊庚[17]
- 李相侖 饰演 崔江润[2]
- 孫淑 饰演 恩英[2]
- 李元禎 飾演 趙秀榮

## 分集
| 集數 | 標題                                                                           | 首播日期      | 片長   | 南韓收視人數 （百萬） |
| ---- | ------------------------------------------------------------------------------ | ------------- | ------ | --------------------- |
| 1    | 想要結束嗎？ 끝내고 싶어요?                                                    | 2025年8月1日  | 59分鐘 | 0.609                 |
| 2    | 為什麼要做這種事？ 왜 이런 일을 하세요?                                        | 2025年8月2日  | 60分鐘 | 待定                  |
| 3    | 我會送去。到你期望的地方。 보내줄게요. 당신이 원하는 곳으로.                   | 2025年8月8日  | 60分鐘 | 待定                  |
| 4    | 你現在做的事就是殺人！ 당신이 지금 하는 일은 살인이야!                         | 2025年8月9日  | 60分鐘 | 待定                  |
| 5    | 隨著時間的推移，也可能變成人權。 시간이 지나면 인간의 권리가 될 수도 있습니다. | 2025年8月16日 | 60分鐘 | 待定                  |
| 6    | 作為殺人事件的現行犯緊急逮捕。 살인사건의 현행범으로 긴급 체포합니다.          | 2025年8月22日 | 待公佈 | 待定                  |
| 7    | 待公佈                                                                         | 2025年8月23日 | 待公佈 | 待定                  |

### 播出
2025年8月15日，因播出《MBC新聞平台》光復80週年特輯，而暫停播出。

## 收視率
《死亡天使瑪莉》於2025年8月1日在韓國地上波MBC開播，首集僅取得3.2%的收視率，分段收視最高達4.0%，除了低於同屬地上波的SBS於同時段播映的金土劇《TRY：我們成為奇蹟》，也低於《加州汽車旅館》（4.5%）、《臥底高中》（5.6%）、《勞務師盧武鎮》（4.1%）、《賭命為王》（4.5%）等於同年上半年在MBC金土劇時段播映之正劇的開播收視，唯獨高於《芭妮與哥哥們》（1.3%）的開播收視。第3集創下自身最低收視1.8%，連續2集收視下跌。
本劇收視與綜合編成頻道的JTBC金曜系列《善良的他》產生拉鋸，其中第1週收視高於該劇，第2週收視則被該劇超越。與同期播映的週末戲劇相比，本劇收視除了低於《TRY：我們成為奇蹟》外，也低於同屬地上波的KBS 2TV週末劇《拜託老鷹5兄弟！》、《華麗的日子》，與有線電視的tvN土日劇《瑞草洞》，以及JTBC土日劇《夢想成為律師的律師們》；但高於綜合編成的MBN外購劇集《清潭國際高等學校2》、Channel A土日劇《代替旅行》。
| 季數 | 季數 | 每季集數 | 每季集數 | 每季集數 | 每季集數 | 每季集數 | 每季集數 | 每季集數 | 每季集數 | 每季集數 | 每季集數 | 每季集數 | 每季集數 |
| 季數 | 季數 | 1        | 2        | 3        | 4        | 5        | 6        | 7        | 8        | 9        | 10       | 11       | 12       |
| ---- | ---- | -------- | -------- | -------- | -------- | -------- | -------- | -------- | -------- | -------- | -------- | -------- | -------- |
|      | 1    | 609      | 待定     | 待定     | 待定     | 待定     | 待定     | 待定     | 待定     | 待定     | 待定     | 待定     | 待定     |

| 集數 | 標題                             | 播出日期      | 尼爾森全國收視率 | 尼爾森全國收視率 | 尼爾森首都圈收視率 | 尼爾森首都圈收視率 |
| 集數 | 標題                             | 播出日期      | 家庭戶比例       | 人數（百萬）     | 家庭戶比例         | 人數（百萬）       |
| ---- | -------------------------------- | ------------- | ---------------- | ---------------- | ------------------ | ------------------ |
| 1    | 想要結束嗎？                     | 2025年8月1日  | 3.2%             | 0.609            | 3.4%               | 0.394              |
| 2    | 為什麼要做這種事？               | 2025年8月2日  | 2.1%             | —                | 2.3%               | —                  |
| 3    | 我會送去。到你期望的地方。       | 2025年8月8日  | 1.8%             | —                | —                  | —                  |
| 4    | 你現在做的事就是殺人！           | 2025年8月9日  | 1.9%             | —                | —                  | —                  |
| 5    | 隨著時間的推移，也可能變成人權。 | 2025年8月16日 | 1.9%             | —                | —                  | —                  |
| 6    | 作為殺人事件的現行犯緊急逮捕。   | 2025年8月22日 | 待定             | 待定             | 待定               | 待定               |
| 7    | 待公佈                           | 2025年8月23日 | 待定             | 待定             | 待定               | 待定               |
| 特輯 |                                  |               |                  |                  |                    |                    |
| 1    | 搶先看                           | 2025年7月24日 | 0.6%             | —                | —                  | —                  |